# Reuilly-Sauvigny

Reuilly-Sauvigny este o comună în departamentul Aisne din nordul Franței. În 1 ianuarie 2022 avea o populație de 213 de locuitori.